# Jaromír Svoboda
Jaromír Svoboda (1. dubna 1917 Brno – 27. července 1992 Jevíčko) byl český pěvec-tenorista, divadelní fotograf, multiinstrumentalista.

## Život
Vystudoval Právnickou fakultu Univerzity Karlovy (doktorát roku 1946). Zpěvu se v divadle profesně věnoval od roku 1944, divadelní fotografii od roku 1953, a to nejdříve výlučně v rámci pražského Národního divadla. Celkově vytvořil desetitisíce fotografií dokumentujících české divadlo 2. poloviny 20. století, zúčastnil se více než 300 divadelních výstav v Československu i v zahraničí, kde poprvé vystavoval již roku 1958.
Většina jeho snímků je černobílá. Používal k fotografování dvouokou zrcadlovku se světelností 1:3,5, ohniskem 75 mm a vysoce citlivý film. 

## Citát
| „              | ...Ta slova mne napadají při pohledu na snímky velkého přítele nás herců, dr. Jaromíra Svobody. Poznal bych je mezi tisíci, protože z nich promlouvá velký znalec a milovník umění, jeho veliká láska k divadlu a jeho aktérům. Způsob vidění dramatické situace prozrazuje bezpečný cit kumštýře pro to prchavé, co na jevišti bleskne, prozrazuje obrovské scénické zkušenosti, divadelní kulturu i výtvarnou fantazii. | “ |
| — Martin Růžek | |   |